# Minaya
Minaya ist eine Gemeinde (municipio) mit 1.387 Einwohnern (Stand: 2024) in der südostspanischen Provinz Albacete der Autonomen Region Kastilien-La Mancha.

## Lage
Minaya liegt etwa 56 km nordwestlich von Albacete in einer Höhe von ca. 755 m. Das Klima im Winter ist kühl, im Sommer dagegen durchaus warm; die geringen Niederschlagsmengen (ca. 389 mm/Jahr) fallen – mit Ausnahme der nahezu regenlosen Sommermonate – verteilt übers ganze Jahr.

## Bevölkerungsentwicklung
| Jahr      | 1970 | 1981 | 1991 | 2001 | 2011 | 2021 |
| Einwohner | 2608 | 2222 | 1940 | 1697 | 1679 | 1442 |

Der kontinuierliche Bevölkerungsrückgang ist im Wesentlichen auf die anhaltende Abwanderung von Menschen aus dem agrarisch geprägten Umfeld zurückzuführen.

## Sehenswürdigkeiten
- Jakobus-der-Ältere-Kirche (Iglesia de Santiago le Mayor)

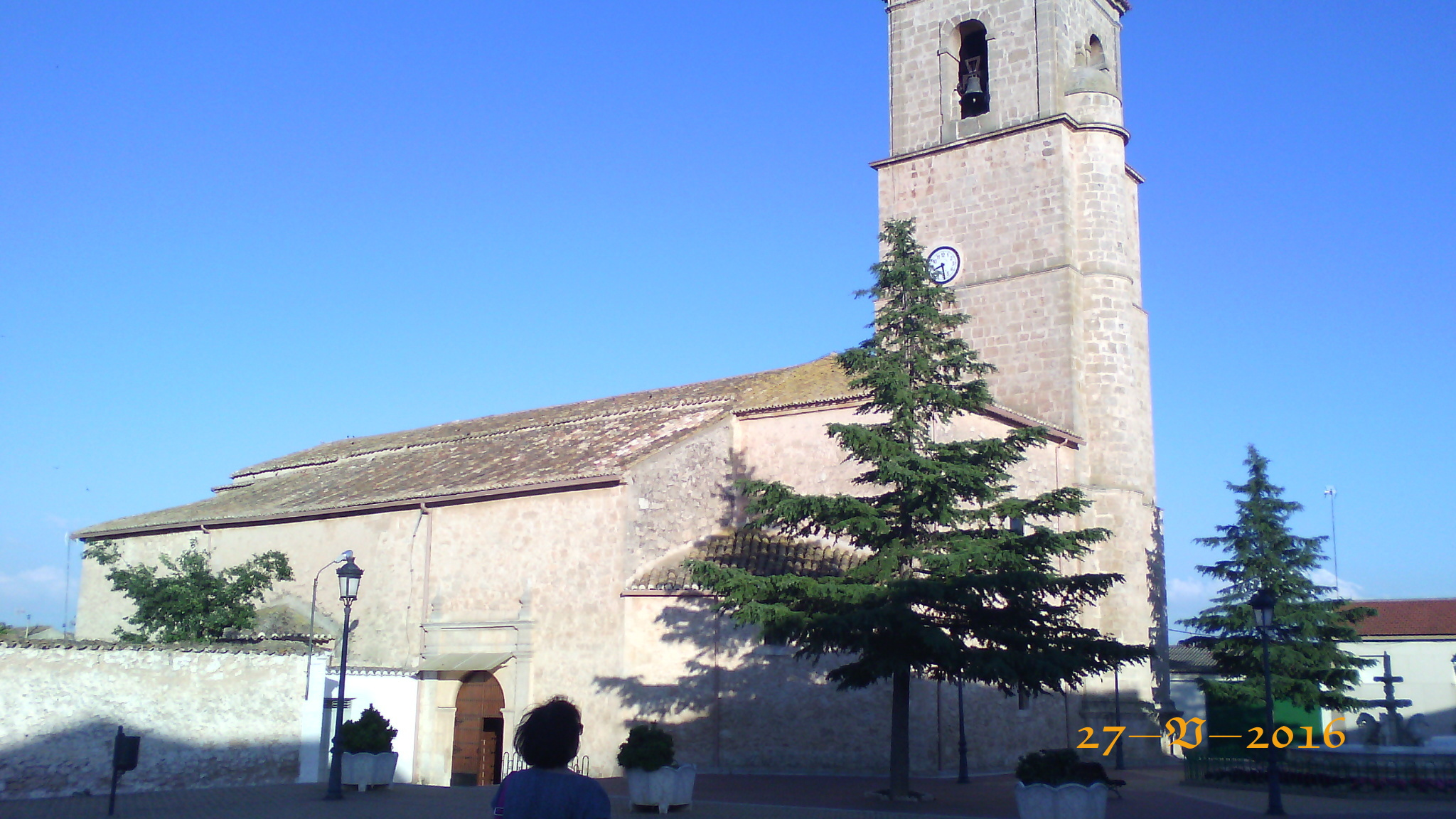
Jakobus-der-Ältere-Kirche